# Serralada Haddington
La Serralada Haddington és una serralada de muntanyes situada a l'Illa Devon, Nunavut, Canadà. És una de les serralades més septentrionals del món i forma part del sistema de muntanyes de la Serralada Àrtica.